# Aek Mata
Aek Mata is een bestuurslaag in het regentschap Mandailing Natal van de provincie Noord-Sumatra, Indonesië. Aek Mata telt 895 inwoners (volkstelling 2010).